# Gerald Mahon
Gerald Thomas Mahon MHM (* 4. Mai 1922 in Fulham, London; † 29. Januar 1992 in Littlehampton) war ein britischer römisch-katholischer Ordensgeistlicher und Weihbischof in Westminster.

## Leben
Gerald Mahon besuchte die Cardinal Vaughan School in London. Er trat der Ordensgemeinschaft der Missionsgesellschaft vom hl. Joseph von Mill Hill bei und empfing am 14. Juli 1946 in der Kapelle des St. Joseph College in Mill Hill das Sakrament der Priesterweihe.
Nachdem Gerald Mahon an der University of Cambridge Abschlüsse in den Fächern Geographie und Englisch erworben hatte, war er fünf Jahre als Lehrer am Kleinen Seminar in Freshfield tätig. Danach wirkte er acht Jahre als Missionar im Bistum Kisumu. Mahon wurde 1963 zum Generalsuperior der Missionsgesellschaft vom hl. Joseph von Mill Hill gewählt. Er nahm an der zweiten, dritten und vierten Sitzungsperiode des Zweiten Vatikanischen Konzils teil.
Am 24. April 1970 ernannte ihn Papst Paul VI. zum Titularbischof von Eanach Dúin und zum Weihbischof in Westminster. Der Erzbischof von Westminster, John Carmel Kardinal Heenan, spendete ihm am 23. Mai desselben Jahres in der Westminster Cathedral die Bischofsweihe; Mitkonsekratoren waren der Apostolische Delegat im Vereinigten Königreich, Erzbischof Domenico Enrici, und der Weihbischof in Westminster, Basil Christopher Butler OSB.